# Mode 1650–1700

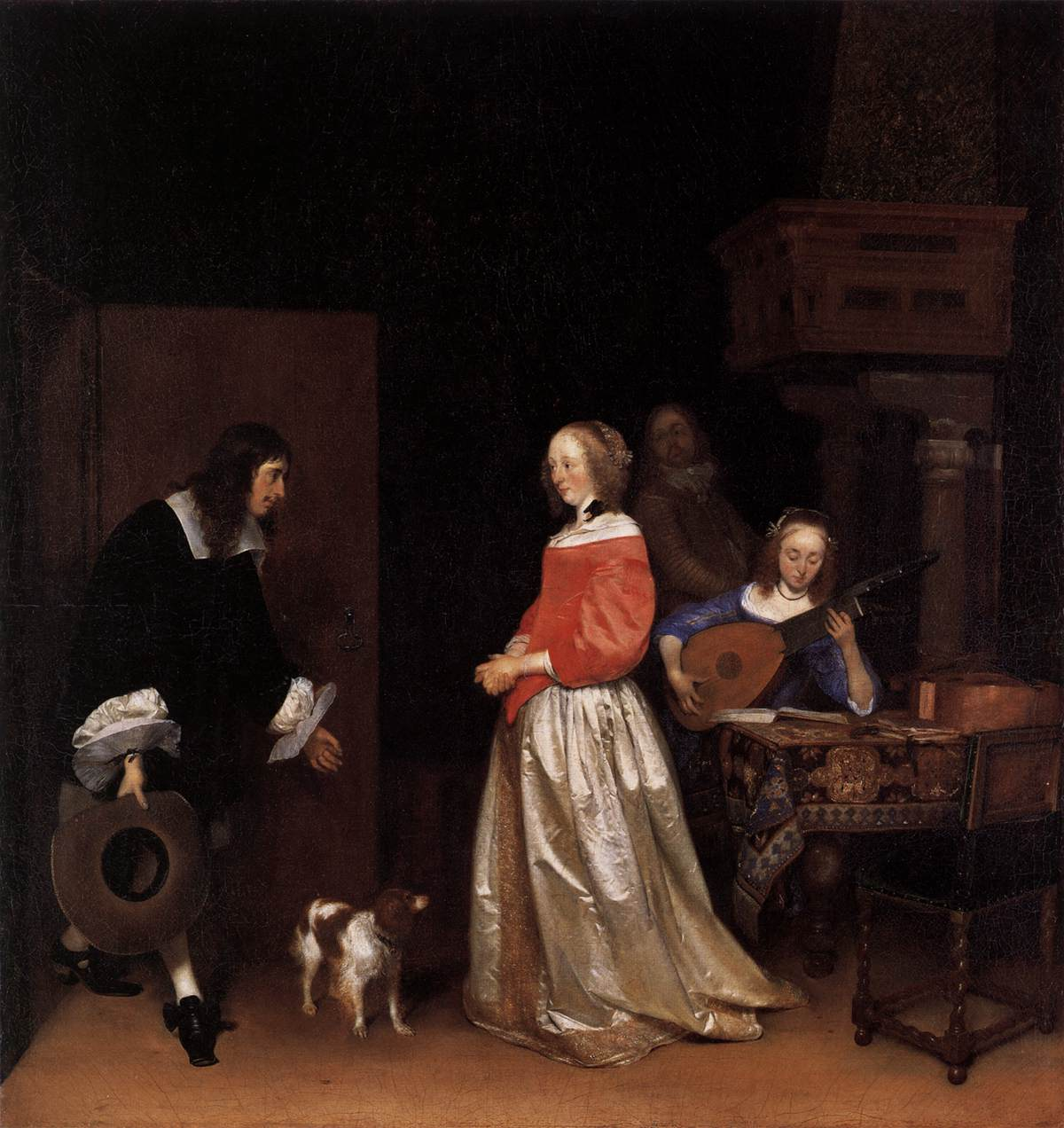

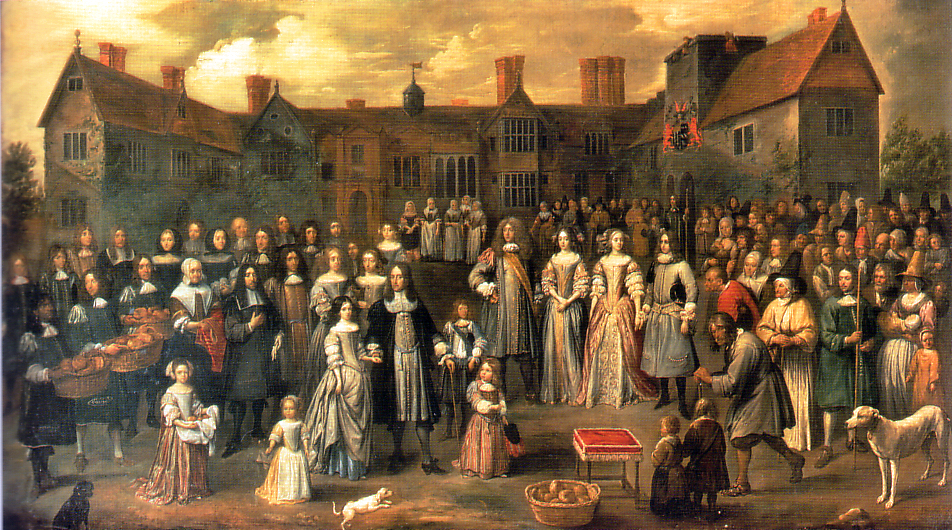

Mode 1650–1700 syftar på modet i Europa under perioden mellan 1650 och 1700. Under denna tidsperiod var mode ett västerländskt fenomen, eftersom klädedräkten i andra delar av världen under denna tidsperiod bestod av en etnisk och kulturell klädedräkt, som inte genomgick förändringar efter modets växlingar på det sätt som skedde i Europa. 

## Allmänt
Modet undergick ännu en förändring då Frankrike blev modenation på 1660-talet. Modet växlade snabbt, samtida källor nämner upp till sju gånger per år.
Modefärgerna, som varit mörka i hundra år, blev återigen färggranna: under denna tid var scharlakansrött, rosa och klarblått populärt, emedan Ludvig XIV personligen föredrog brunt. 
Under denna tid uppkom de första skönhetsplåstren, de så kallade moucherna. Dessa små svarta ting, utformade till minimalt små hel- eller halvmånar, stjärnor eller hjärtan, ansågs förhöja ansiktets tjuskraft.
Under denna tid kom peruken att bli ett betydelsefullt element i klädedräkten. 

## Dammode

### Klädedräkt
Vid denna tid bestod kvinnors klänning av ett separat liv och kjol. Över den vita linnesärken bars ett livstycke eller tröja (doublet) med löstagbara ärmar, som var förstärkt och benat som en korsett. Efter 1630-talets midjelösa mode hade midjan återigen hamnat på sin naturliga plats, och under 1650- och 70-talen var livet format i en sådan lågt sittande spets att överkroppen såg onaturligt lång ut. Ärmarna var vida halvlånga puffärmar som kunde slitsas upp över särkens ärmar, och som kunde sluta ovanför armbågen, och låta enbart särkens arm täcka nederdelen av armen. Livet kunde också bäras utan ärmar, och armarna täcktes då av enbart särkens linneärmar, som i sin tur kunde delas upp i små puffar med hjälp av band. Livet var skuret med en vid båtringning som lämnade axlarna bara, men ringningen kunde täckas med en bröstduk. Livstycket och den rynkade kjolen hade samma färg, och utgjorde tillsammans en klänning. 
Vid denna tid blev det modernt att låta avmåla sig i negligé, det vill säga en lös tunika buren över särken, som kunde bäras hemma och visade att man tillhörde den samhällsklass som hade råd att tillbringa dagarna i bekväm sysslolöshet. Mäns version av denna lösa dräkt kallades Banyan, och kvinnor utvecklade sin egen version av denna.
Cirka 1680 ändrades kvinnodräkten samtidigt som mansdräkten, när mantuaklänningen ersatte den tidigare klänningen med separat liv och kjol. Mantuaklänningen var en sammanhängande klänning som var öppen fram, och fästes ovanpå livstycket och kjolen. Den hade en fyrkantig urringning och öppnade sig på framsidan över livstycket, samtidigt som dess kjol draperades upp över underkjolen och gärna hade ett släp. Mantuan täckte över axlarna och gjorde ett mer klätt intryck än den tidigare båtringade axelbara klänningen. Den hade vanligen halvlånga snäva ärmar, som lät underarmarna visa särkens ärmar i en spetsvolang. 
Under jakt bar kvinnor en särskild riddräkt, som också bars som resdräkt. Sedan gammal föreskrev sedvänjan att kvinnor under jakt skulle klä sig precis som män, med undantag för en kjol, och de bar därmed liksom män skjorta med krås, rock och väst, kraghandskar och herrhatt med plym samt stövlar under jakt, med den enda skillnaden att de bar kjol istället för byxor. En ridkjol fick dock vara betydligt kortare än normalt, och det var också accepterat att haka upp den, åtminstone på ena sidan, för att kunna rida och röra sig mer obehindrat. 

### Hår och huvudbonad
Håret bars fram till 1680 fortfarande friserat som förut: en knut på bakhuvudet, och lockat över öronen. Under 1670-talet blev denna frisyr dock större och låg inte längre slät över huvudet som förut. 
Den största nyheten på kvinnosidan var fontangen, som blev modern på 1680-talet och sedan kom att ingå i den spanska nationaldräkten, det var en mössa eller en hårprydnad av plisserat, stärkt tyg som stod rakt upp från huvudet över ansiktet. Frisyren var från början knut i nacken och lockar vid sidorna, men efter fontangen blev modern sattes det upp över pannan i ett moln av lockar.

### Bildgalleri

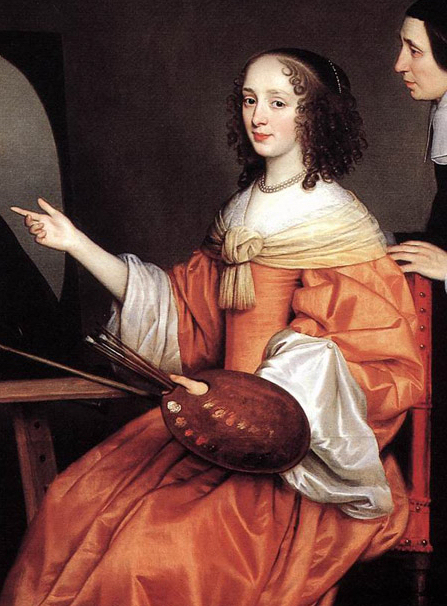
Orange, styvnat livstycke med löstagbara halvlånga puffärmar till en kjol i samma färg. Vid isättning över båtringningen.
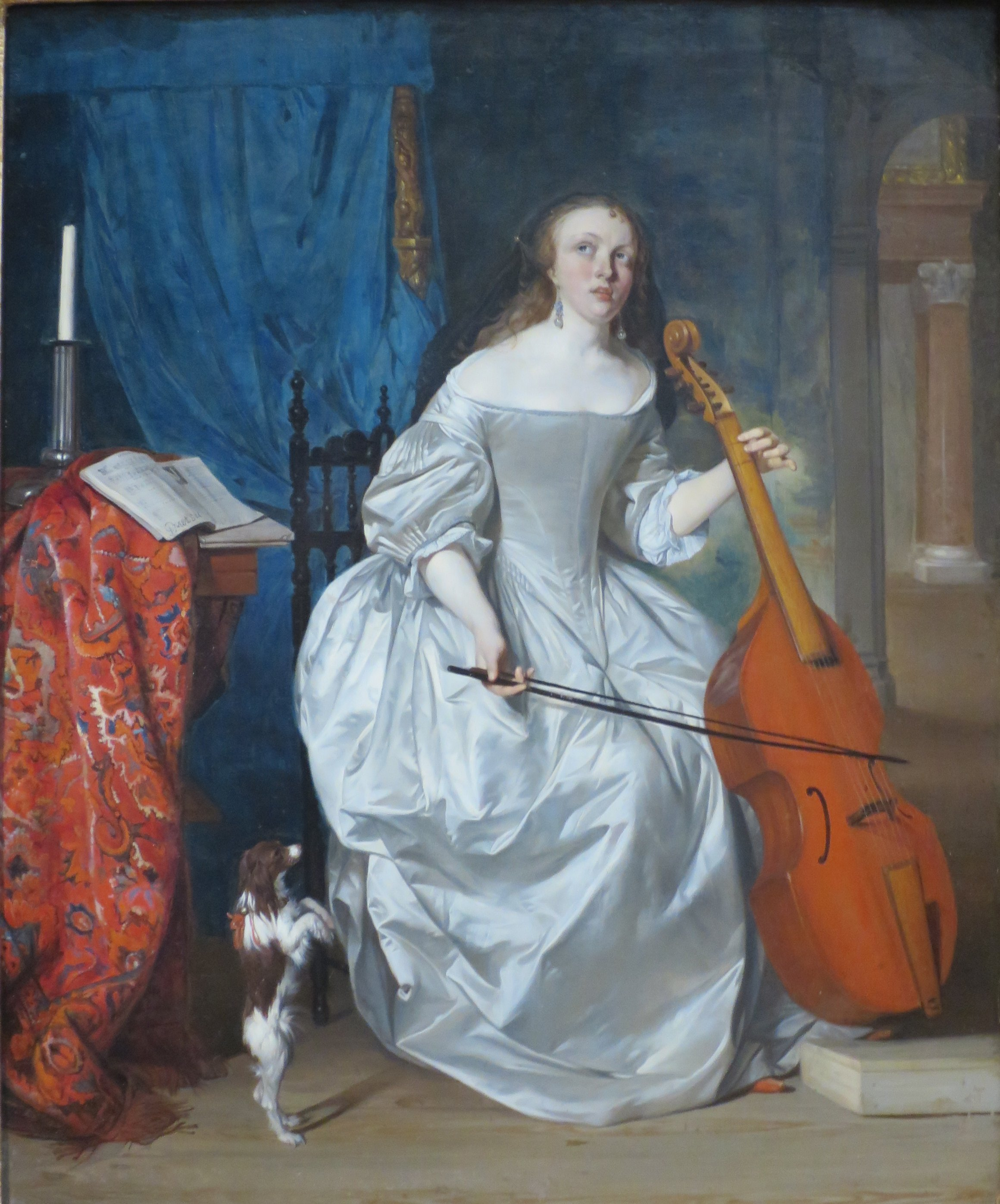
Ett styvnat ljusblått livstycke med vid båtringning och lösa puffärmar till en kjol i samma färg över särken. Typisk 1650–1680.
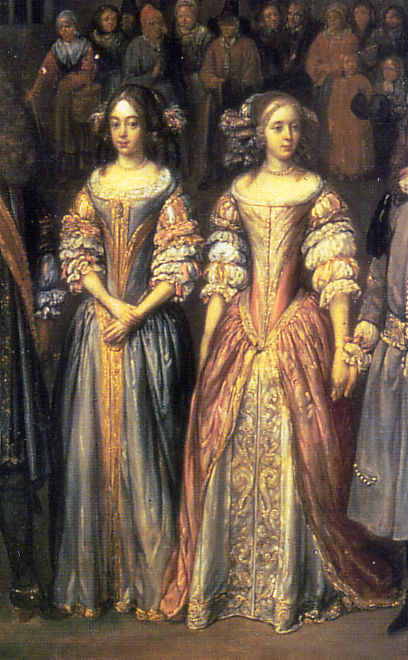
1670. Formella klänningar: långa styvnade liv med korta ärmar och band längs midjesömmen. Särkens ärmar syns och delas in i puffar med band. Kjolen öppnas över underkjolen.
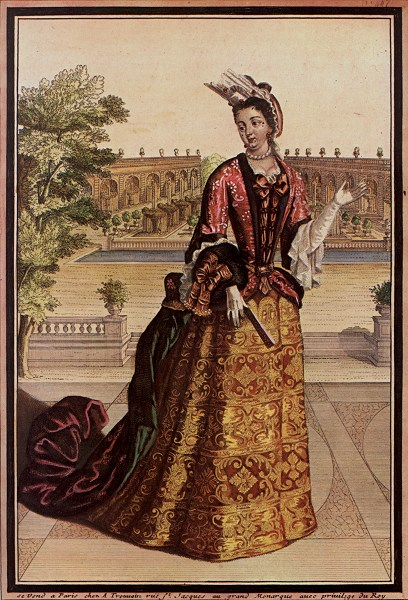
Typisk 1680–1720. Röd mantua med halvlånga snäva ärmar och spetsmanschetter. Öppen fram, där det knyts i rosetter över livstycket, och draperad över underkjolen. På huvudet bärs en fontangmössa.

## Herrmode

### Klädedräkt
På överkroppen var skjortan fortfarande det innersta plagget. Skjortans krage var viktig under 1650-talet och bredde ut sig över hela axlarna. På 1660-talet försvann kragen, och ersattes av en duk om halsen, kravatt, oftast av spetskantat linne, och detta blev en föregångare till slipsen. Kravatten knöts ihop med en rosett, och rosett ökade i storlek tills den försvann. Kravatten ersattes på 1690-talet av "à la Steinkirk", en löst knuten, relativt lång, kravatt som sedan träddes genom rockens sjunde hål. Den sades ha uppkommit i slaget vid Steenkerken 1692 (under Pfalziska tronföljdskriget), då soldaterna fått bråttom och inte hunnit knyta kravatterna så som det var tänkt. 
Över skjortan bars tröjan (doublet), som bars öppen eller knäppt, och som blev allt kortare, för att under 1660-talet knappt täcka revbenen och blotta skjortan därunder. Ärmarna kunde liksom kvinnors delas i två med en rosett, slitsas upp över skjortans ärm, och täckte endast halva armen, så enbart skjortans ärm täckte armen nedanför armbågen. Över tröjan bars en löst sittande rock med halvlånga ärmar. Under 1670-talet blev rocken långärmad och figurnära, och ersatte tröjan: istället började man bära en väst under rocken.
Under 1650- och 60-talen hade de knälånga byxorna blivit mycket vida och lösa. En viktig detalj var de vida, knäkorta och nedtill spetsprydda benkläderna, som påminde om en kjol, s.k. "petticoat breeches", som bars över vida knäkorta rhengrevebyxor. Kjolen med tillhörande rhengrevebyxor blev omoderna när tröjan och kappan ersattes med figurnära rock och väst 1680. 
Omkring 1680 hade mansdräkten utvecklats till de beståndsdelar som så småningom kom att bli kostymen: en skjorta med krås (som senare kom att utvecklas till slipsen); knäbyxor med strumpor; en knälång väst och en figurnära rock (en sk. just-au-corps). När de snäva knäbyxorna blev moderna började silkesstrumporna fästas ovanför snarare än under knäna. 
Stövlar blev omoderna för alla tillfällen utom vid jakt och resa. Svärdet bars inte längre i ett gehäng över axeln, utan började bäras i ett svärdsbälte om midjan. Mansdräkten var som regel översållad med spetsar och rosetter och fladdrande band i varje söm, men förenklades under 1680-talet och under 1690-talet rådde en mer enkel och sparsamt dekorerad stil. 

### Hår och huvudbonad
Män skulle vid denna tid vara helt slätrakade (efter 1680 var inte ens en mustasch acceptabel) och bära håret långt och lockigt. Även tidigare hade män burit peruk, men då endast om det var nödvändigt: från 1680 hade dock allongeperuken slutgiltigt blivit modern, då modet då föreskrev sådana tjocka och lockiga hårmassor att det var svårt för någon människa att få det på naturlig väg. 1680–1700 var allongeperukerna rufsiga och dess lockar naturliga, snarare än de stela rullar som senare blev kännetecknande för dem. En allongeperuk kunde vara i vilken färg som helst, och håret pudrades ännu inte under 1600-talet. Hattars utseende varierade mellan höga kullar och smala eller breda brätten, men de var vanligen prydda med plymer och hade brättet uppnålad över ena sidan av ansiktet.

### Bildgalleri

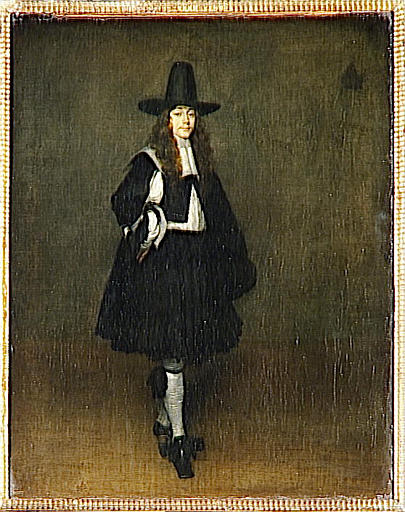
En kort svart doublet över vit skjorta, och "petticoat breeches", över vida knälånga rhengrevebyxor.
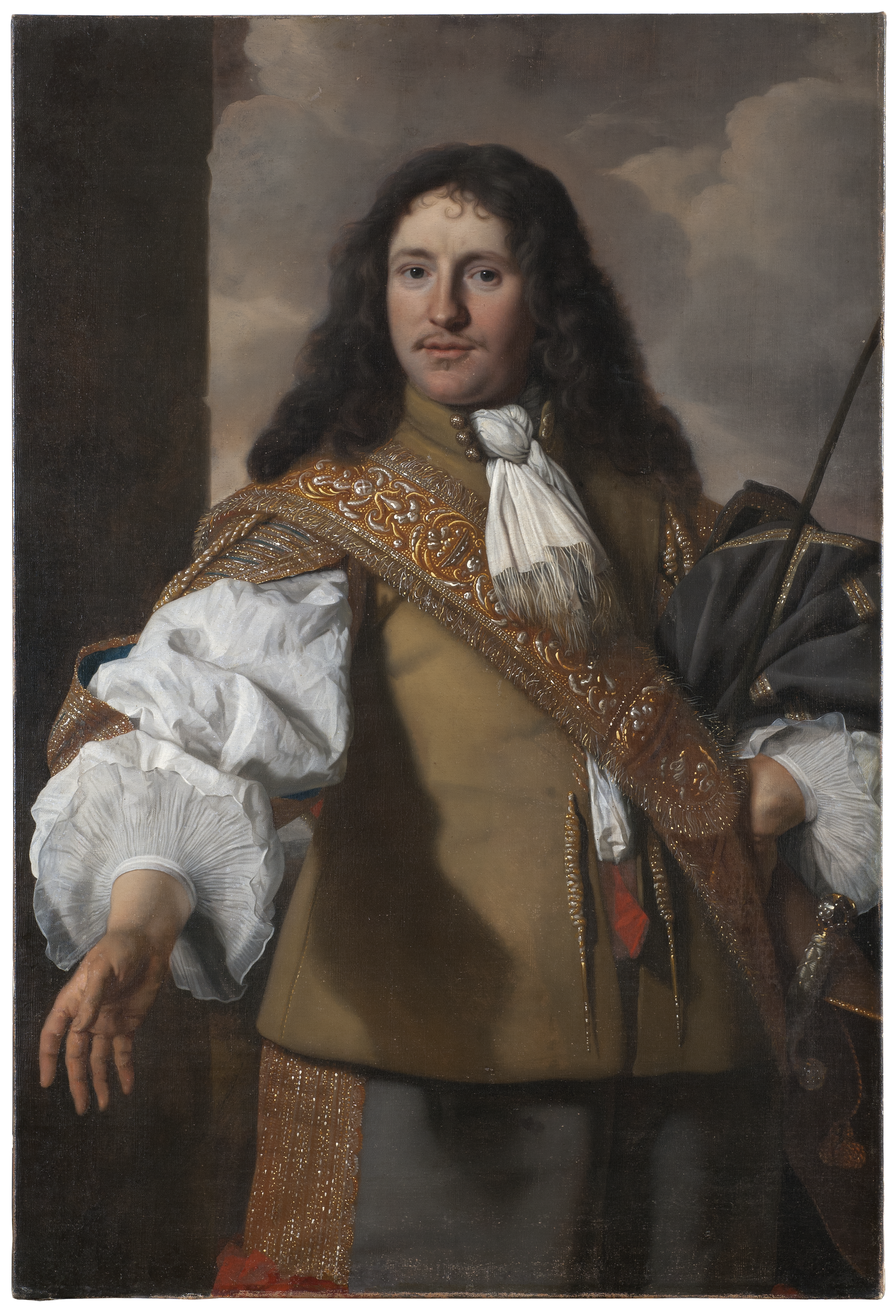
En kort gulbrun doublet över vit skjorta, och "petticoat breeches", över vida knälånga rhengrevebyxor.
Karl XI:s byxor i rhengrevemodell, 1669- Livrustkammaren.
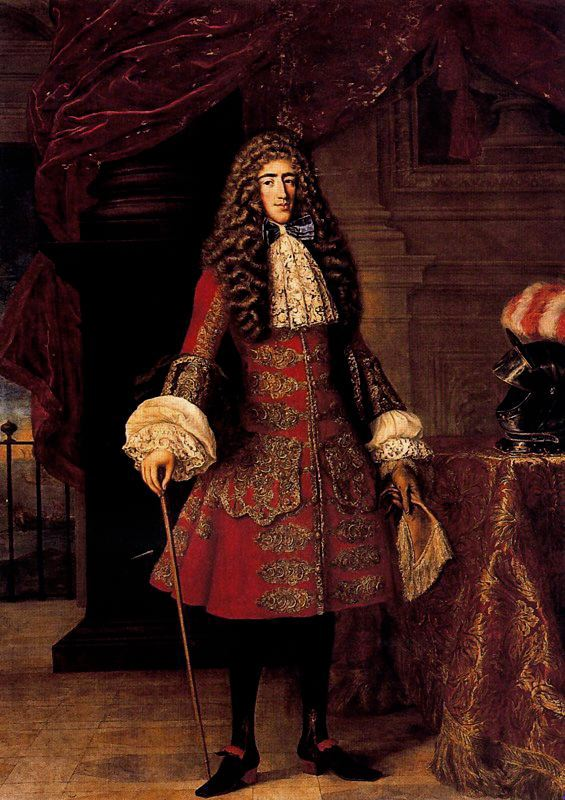
Typisk 1680–1720. Långärmad rock (en sk. just-au-corps) med manschetter över en väst och skjorta med kravatt, knäbyxor och silkesstrumpor. På huvudet allongeperuk.